# Sheila Gilmore

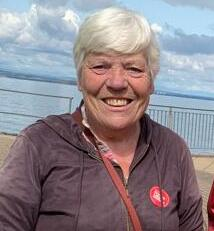
Sheila Gilmore, 2023

Sheila Gilmore (* 1. Oktober 1949 in Aberdeen) ist eine schottische Politikerin.

## Leben
Gilmore wurde 1949 in Aberdeen geboren, wuchs jedoch in Edinburgh auf. Sie studierte an der Universität von Kent Geschichte und Politik und nahm anschließend eine Anstellung als Lehrerin an. Später besuchte sie erneut eine Universität und erwarb einen juristischen Abschluss von der Universität Edinburgh. Nach ihrer Zulassung war Gilmore als Anwältin für Familienrecht tätig.
In den frühen 1970er Jahren engagierte sich Gilmore in der Frauenbewegung. Sie ist verheiratet und Mutter von vier Kindern.

## Politischer Werdegang
Für die Labour Party wurde Gilmore 1991 für den Bezirk Moredun in den Edinburgher Stadtrat gewählt. Bis 2007 verteidigte sie ihren Sitz. Zu den schottischen Parlamentswahlen 2007 kandidierte Gilmore erstmals zu Wahlen auf nationaler Ebene. In ihrem Wahlkreis Edinburgh Pentlands erhielt sie jedoch nur den zweithöchsten Stimmenanteil hinter dem Konservativen David McLetchie und verpasste damit den Einzug in das schottische Parlament.
Im Vorfeld der britischen Unterhauswahlen 2010 kündigte der Labor-Politiker Gavin Strang, welcher den Wahlkreis Edinburgh East seit 1970 im britischen Unterhaus vertrat, an, zu keiner weiteren Wahl zur Verfügung zu stehen. Aus einer parteiinternen Abstimmung ging Gilmore im April 2009 mit nur einer Stimme Vorsprung als Nachfolgerin Strangs hervor. Am Wahltag hielt sie das Mandat deutlich für die Labour Party und zog in der Folge erstmals in das House of Commons ein. Nach starken Stimmverlusten musste sich Gilmore bei den folgenden Unterhauswahlen 2015 dem SNP-Politiker Tommy Sheppard geschlagen geben und schied zum Ende der Wahlperiode aus dem Parlament aus.